# Operation Martlet
Operación Martlet (también conocida como Operación intrépido) formó parte de la serie de ataques aliados para apoderarse de la ciudad de Caen y sus alrededores en Normandía, Francia, durante la Segunda Guerra Mundial. Consistió en una operación preliminar emprendida el 25 de junio de 1944 por el Segundo ejército británico. La 50.ª y la 49.ª División de Infantería ingresaron en Juvigny-sur-Seulles, Vendes y Rauray para evitar contraataques contra el VIII cuerpo alemán, desde la zona desde las afueras de Rauray y luego extender el ataque hacia Noyers y Aunay-sur-odon. Fue la primera vez en Normandía que la 49.ª División de Infantería operó como tal.
El ataque frontal fue detenido por el flanco derecho de la División Panzer Lehr y el flanco izquierdo de la 12.ª División Panzer Hitlerjugend, con el apoyo de 60 a 80 cañones de 88 mm del III cuerpo del ejército. El ataque fracasó en el logro de sus objetivos a finales del 25 de junio pero la 49.ª División continuó la operación hasta el 1 de julio, cuando fue derrotada por un contraataque de la 2.ª División Panzer SS Das Reich y la 9.ª División Panzer SS Hohenstaufen, que perdió alrededor de 35 tanques y otros vehículos blindados.